# Moves like Jagger
Moves like Jagger è un singolo del gruppo musicale statunitense Maroon 5, pubblicato il 21 giugno 2011 come quarto estratto dal terzo album in studio Hands All Over.
Realizzato con la partecipazione vocale di Christina Aguilera, il brano è stato scritto dal frontman Adam Levine con Ammar Malik, Benny Blanco e Shellback (gli ultimi due produttori) ed stato eseguito per la prima volta nel giugno del 2011 in un episodio del talent show statunitense The Voice, a cui Levine e Aguilera partecipavano sia come giudici che come coach.
Il singolo ha ottenuto un buon successo a livello mondiale, risultando il quarto più venduto nel mondo dell'anno con oltre sette milioni di copie vendute. Ha esordito nella top 20 della Billboard Canadian Hot 100 e conquistato la vetta della Billboard Hot 100 statunitense, diventando il primo brano di Aguilera a riuscirci in dieci anni: l'ultimo suo singolo ad essere arrivato in tale posizione è stato infatti Lady Marmalade nel 2001. Inoltre ha ricevuto una candidatura nella categoria "Best Pop Duo Performance" alla 54ª edizione dei Grammy Award.

## Descrizione
Moves like Jagger è stata scritta e prodotta da Benny Blanco e Shellback, con la collaborazione di Adam Levine. Il brano è stato registrato nel mese di maggio del 2011 a Los Angeles; sia Levine che Aguilera hanno descritto in toni entusiastici la loro collaborazione. Quando a Levine è stato chiesto perché avesse scelto questa canzone per The Voice ha spiegato: «Era una di quelle canzoni che erano un rischio, ma una scelta coraggiosa. Non abbiamo mai pubblicato una canzone come quella. Ma è eccitante fare qualcosa di diverso, qualcosa di nuovo. Sono proprio felice che piaccia a tutti.»
Moves like Jagger è una canzone disco-pop ed elettropop con elementi rock e soul, descritta da Levine come la «quintessenza del power pop dei Maroon 5.» L'arrangiamento include sintetizzatori e batterie elettroniche. Robbie Daw di Idolator ha scritto: «Moves like Jagger ricorda vagamente il classico successo dei The Rolling Stones del 1978, Miss You» nonostante l'arrangiamento moderno («nel ritornello, persino la voce di Levine è distorta tramite Auto-Tune»).
I Maroon 5 si sono detti soddisfatti del fatto che la canzone abbia rappresentato un'occasione per far conoscere alle nuove generazioni Mick Jagger. Levine, intervistato da MTV, ha detto: «Siamo stati molto fortunati ad avere il consenso di Jagger per inserire diverse sue clip nel video. Non molte persone le hanno viste, specialmente la generazione più giovane che non sa quanto Jagger fosse incredibile.»

## Promozione
Il brano è stato presentato dal vivo durante il talent show The Voice, il 21 giugno 2011. I Maroon 5 si sono esibiti, successivamente, ad America's Got Talent, ma senza la presenza della Aguilera, durante i quarti di finale del 3 agosto 2011. La performance del 5 agosto 2011 al Today Show ha aiutato il brano a raggiungere nuovamente la prima posizione su iTunes, poche ore dopo l'esibizione del gruppo che ha eseguito Never Gonna Leave This Bed, Harder to Breathe, Wake Up Call e infine proprio Moves like Jagger. Un'altra performance rilevante del brano è stata quella svolta il 20 novembre 2011 agli American Music Award.
Il 4 ottobre 2011 è stato pubblicato su iTunes il remix ufficiale del brano, prodotto da Mac Miller. Oltre alla base remixata, il brano si differenzia dalla prima versione nella parte iniziale e nella parte centrale (prima della parte cantata dalla Aguilera), in cui compaiono due strofe di Mac Miller. Il rapper è stato coinvolto nella realizzazione del brano dal produttore Benny Blanco.

## Accoglienza
| Recensione           | Giudizio |
| -------------------- | -------- |
| About.com            |          |
| Digital Spy          |          |
| Entertainment Weekly | B+       |
| PopCrush             |          |

Bill Lamb di About.com ha valutato il brano con quattro stelle e mezzo su cinque, commentandolo in modo molto positivo. Lamb ha descritto la melodia come "libera, leggera, e irresistibilmente funky" e il contributo vocale di Aguilera come la "ciliegina sulla torta"; per Lamb, fra Aguilera e Levine c'è una vera "alchimia vocale". Sempre Lamb ha descritto Moves like Jagger come "una canzone dell'estate di prim'ordine [...] leggera, facile da ballare, e adatta ad essere ascoltata in macchina a finestrini abbassati". James Dinh di MTV ha definito Moves like Jagger «un contendente al titolo di canzone dell'estate 2011» e ha scritto che «Adam Levine e Christina Aguilera hanno tramutato la loro affettuosa rivalità nella trasmissione di NBC, The Voice, in una forte alchimia in studio». Scott Schelter di PopCrush ha dato al brano quattro stelle e mezzo, l'ha definito ballabile e divertente e ha scritto: «Sarebbe stato bello anche senza l'Aguilera, ma il suo ardente cameo lo ha reso bellissimo». Robert Copsey di Digital Spy ha recensito Moves like Jagger scrivendo: «100% genuina, a differenza dei classici tributi alle star che risultano solo cinici stratagemmi per il successo facile», lodando anche il cameo dell'Aguilera. Caroline Sullivan del Guardian ha apprezzato la collaborazione dei due cantanti, sostenendo che "il contributo di Christina Aguilera [...] ha fatto saltare nella ionosfera una traccia già euforica." Mick Jagger ha apprezzato il brano e si è detto lusingato per il tributo. Melissa Maerz di Entertainment Weekly ha dato al brano una B+, sottolineando e lodando l'evidente alchimia tra i due cantanti, e affermando che Levine, cantando, sembra quasi voler corteggiare la collega, aiutato dal fischiettio del ritornello e dalla melodia da discoteca.

## Video musicale

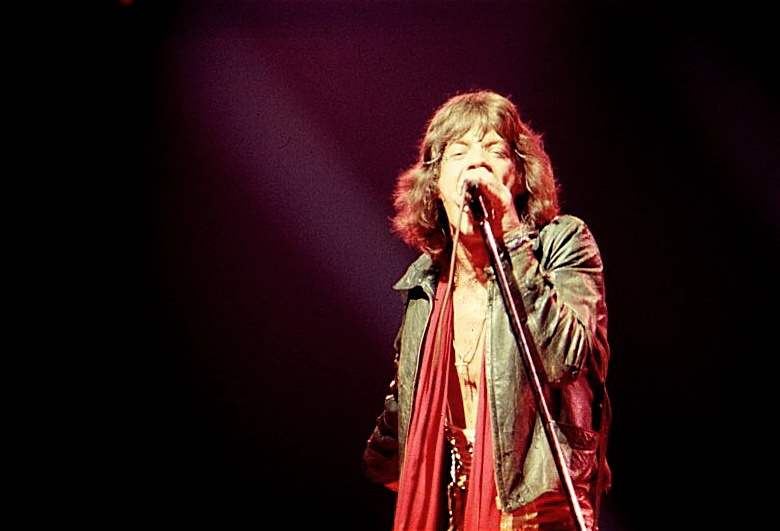
Mick Jagger, al quale è ispirata la canzone.

Le riprese del video si sono svolte a Los Angeles sotto la direzione di Jonas Åkerlund. Il 9 luglio 2011 la Aguilera ha postato su Twitter una foto scattata sul set, commentando: «È sempre bello vedere Jonas Akerlund. Ha creato l'atmosfera perfetta per la canzone. Aspettatevi un video divertente.» Il video è uscito l'8 agosto 2011.
Nel video, un tributo a Mick Jagger, sono mostrate sequenze di concerti dei Rolling Stones, alternate ad Adam Levine che canta a torso nudo e ad alcune persone che tentano di imitare il modo di ballare del leader del gruppo britannico durante un provino (chiaro riferimento al programma The Voice). La seconda parte del video vede la presenza di Aguilera che si esibisce con una bandiera britannica sullo sfondo. Alla fine, Levine intona Moves like Jagger su un palco pieno di folla, al fianco della Aguilera.
Un critico dell'HuffPost ha recensito il video commentando: «Non eravamo sicuri che Levine e la Aguilera sarebbero riusciti a essere come Mick, nessuno potrà mai toccare l'originale. Il meglio che potessero fare era imitare la grandezza di Jagger - e Levine e la Aguilera hanno fatto un buon lavoro.» Kathleen Perricone di The Daily News ha invece sollevato il dubbio che nella parte finale del video, dopo l'apparizione dell'Aguilera (che «sembra una musa rollingstonesiana») i due cantanti siano stati accostati durante il montaggio del video, e che in realtà non lo abbiano girato insieme, per via dei loro dissapori nati a The Voice.
Il video ha ottenuto la certificazione Vevo.

## Tracce
Testi e musiche di Adam Levine, Ammar Malik e Benjamin Levin.
CD promozionale
1. Moves like Jagger – 3:23

CD, download digitale
1. Moves like Jagger – 3:21
2. Moves like Jagger (Soul Seekerz Radio Edit) – 3:25

CD maxi
1. Moves like Jagger (Cutmore Club Mix) – 6:24
2. Moves like Jagger (Cutmore Dub Mix) – 6:24
3. Moves like Jagger (Cutmore Radio Edit - Clean) – 3:40
4. Moves like Jagger (Michael Carrera Darkroom Radio Edit - Clean) – 4:26
5. Moves like Jagger (Michael Carrera Darkroom Remix) – 7:31
6. Moves like Jagger (Soul Seekerz Club Mix) – 7:22
7. Moves like Jagger (Soul Seekerz Radio Edit - Clean) – 3:24

## Formazione
Gruppo
- Adam Levine – voce
- James Valentine – chitarra
- Jesse Carmichael – tastiera
- Mickey Madden – basso
- Matt Flynn – batteria, percussioni

Altri musicisti
- Christina Aguilera – voce

Produzione
- Benny Bianco – produzione
- Shellback – produzione

## Successo commerciale

### Stati Uniti e Canada
Nella settimana del 9 luglio 2011 Moves like Jagger ha debuttato alla posizione numero 8 della classifica statunitense e alla numero due di quella digitale registrando 213 000 copie vendute. Ha raggiunto la prima posizione nella settimana del 10 settembre, registrando 217 000 download (incremento nelle vendite del 6% rispetto alla settimana precedente). Ha nuovamente raggiunto la prima posizione nella settimana del 24 settembre, dopo aver ceduto la vetta a Someone like You di Adele, con 220 000 copie vendute. La settimana successiva si è riconfermato alla numero uno con un incremento dell'audience radiofonica del 14% (123 milioni di ascoltatori) e delle vendite digitali dell'1%, arrivando a 221 000 copie. Nella settimana dell'8 ottobre il brano è rimasto stabile alla prima posizione per la terza settimana consecutiva con un nuovo incremento del 5% nelle vendite, registrando così 233 000 copie digitali, e un incremento del 6% nelle radio, registrando 131 milioni di ascoltatori.
Moves like Jagger è stato poi costretto a cedere di nuovo la cima a Someone Like You, avendo subito un calo delle vendite del 15% (198 000 copie), ma segnando un nuovo incremento radiofonico del 5% (138 milioni di ascoltatori). Il 29 ottobre è rimasto alla seconda posizione della Hot 100 con un nuovo picco di ascoltatori in radio, 143 milioni, un'ulteriore perdita di vendite del 6%, che calano a 186 000 copie. Nella settimana seguente è retrocesso alla terza posizione, lasciando il secondo posto a We Found Love di Rihanna. Ha abbandonato il podio nelle settimane successive, lasciando la terza posizione a Sexy and I Know It degli LMFAO; nella settimana del 26 novembre cade alla quinta posizione per via delle ingenti vendite di Without You di David Guetta. È quindi risalito alla quarta posizione nella settimana del 10 dicembre, dove rimane per due settimane consecutive, crollando poi nella settimana del 24 dicembre all'ottava posizione. Dopodiché, è sceso di un'altra posizione nella settimana successiva, per poi uscire definitivamente dalla top ten in quella del 7 gennaio 2012 posizionandosi alla numero 12, terminando così la sua permanenza di sei mesi nella top ten della Billboard Hot 100. È comunque rimasto fra le prime venti posizioni fino al 18 febbraio, per poi scendere alla 23 nella settimana successiva. Il brano era ancora in classifica nella top thirty dopo 37 settimane. Nel dicembre del 2011 Moves like Jagger ha superato i quattro milioni di copie vendute nei soli Stati Uniti d'America, avendo raggiunto la cifra di 4 111 000 download. Per i Maroon 5 Moves like Jagger è la seconda hit numero uno nella Billboard Hot 100, dopo Makes Me Wonder del 2007, mentre per la Aguilera è la quinta numero uno e la prima dal 2001, quando raggiunse la vetta della classifica statunitense con Lady Marmalade. Il brano ha inoltre reso la Aguilera la quarta artista donna, dopo Madonna, Janet Jackson e Britney Spears, ad aver piazzato almeno una numero uno in tre diverse decadi.
Nella settimana del 20 agosto 2011 il brano ha raggiunto la vetta della classifica canadese, rimanendovi per dieci settimane consecutive, e scendendo infine alla numero due, cedendo la vetta a Sexy and I Know It degli LMFAO. È poi sceso alla terza posizione, dove è rimasto per quattro settimane, fino al 26 novembre, quando è ulteriormente sceso alla quarta posizione. Dopo aver passato cinque settimane altalenanti tra la sesta e l'ottava posizione, è scivolato alla decima posizione nella settimana del 4 febbraio 2012, per uscire dalla top ten la settimana successiva, posizionandosi alla numero 14 dopo 25 settimane in top ten.
Il singolo ha continuato a vendere anche nel 2012: infatti, secondo Yahoo! ha venduto 1 651 000 copie.

### Europa ed Oceania
Nella settimana del 17 luglio 2011 Moves like Jagger ha debuttato nella classifica australiana alla posizione numero 36. La settimana successiva è entrato in top ten e nella prima settimana di agosto ha raggiunto la numero 2, ossia la posizione più alta che ha raggiunto in tale classifica. È diventata così la seconda numero due della Aguilera in Australia dopo Candyman, nel 2007. Dopo dieci settimane trascorse alla numero due, scende alla quinta posizione e lascia la top ten nella settimana del 4 dicembre, saltando all'undicesima posizione. A febbraio 2012 il singolo viene certificato otto volte disco di platino per aver venduto oltre 560 000 copie in Australia; nello stesso mese era ancora in classifica, fermo alla quarantacinquesima posizione. Nella settimana dell'11 marzo, dopo esser salito di due posizioni alla numero 43 nella settimana precedente, è uscito definitivamente dalla Top 50 Single Chart australiana. In Nuova Zelanda, invece, il singolo ha debuttato alla posizione numero 13 ed ha raggiunto la numero uno dopo quattro settimane, rimanendoci per sei settimane consecutive. È stato certificato triplo disco di platino dalla Recorded Music NZ per aver venduto oltre 45 000 copie.
Moves like Jagger ha debuttato, il 21 agosto 2011, nella Official Singles Chart britannica alla terza posizione, vendendo 56 000 copie. Nella settimana del 10 settembre ha raggiunto la posizione numero 2 della classifica, e il 29 ottobre è sceso alla numero 4, dopo sette settimane consecutive alla seconda posizione, permanenza che gli ha permesso di eguagliare il record di I Swear degli All-4-One per la più lunga permanenza alla seconda posizione della classifica del Regno Unito. Ogni settimana il singolo ha avuto un incremento di circa 2.4% per quanto riguarda le vendite, e nel novembre 2011 ha raggiunto quota 904 445 copie digitali vendute. Dopo aver passato ventitré settimane nella top twenty della classifica britannica è sceso alla numero 23 e dopo due settimane alla numero 30. Risulta ancora in classifica nella top fifty britannica, dopo 37 settimane. In Regno Unito si è classificato al secondo posto nella classifica dei singoli più venduti del 2011 con 1 043 000 copie, solo dietro a Someone like You di Adele. Con oltre 1 400 000 download digitali, è risultato anche il secondo singolo più venduto in questo Paese a livello digitale.
Moves like Jagger ha avuto molto successo anche nel resto d'Europa. In Italia ha debuttato alla posizione numero 27 nella settimana dell'11 luglio, ed ha raggiunto la decima posizione la settimana successiva. Ha poi raggiunto il suo picco, la seconda posizione, nella prima settimana di settembre, ed è stato certificato doppio disco di platino per aver venduto oltre 60 000 copie. In Germania ha debuttato alla posizione numero 33 e ha raggiunto la seconda posizione dopo cinque settimane. L'industria tedesca l'ha certificato disco d'oro per avere venduto oltre 150 000 copie. È stato premiato con il disco d'oro anche in Belgio per aver venduto 15 000 copie digitali. Il singolo ha raggiunto la prima posizione in molti Paesi europei, fra i quali Austria, Danimarca, Finlandia, Norvegia, Polonia, Svezia, Svizzera e Ungheria, ed è stato certificato disco di platino in Danimarca, Spagna, Svezia e Svizzera. Nel novembre del 2011 una ricerca di mercato della International Federation of the Phonographic Industry ha posizionato Moves like Jagger al nono posto dei singoli più venduti dell'anno a livello mondiale, con sette milioni di copie vendute.

## Classifiche

### Classifiche settimanali
| Classifica (2011-25) | Posizione massima |
| -------------------- | ----------------- |
| Australia            | 2                 |
| Austria              | 1                 |
| Belgio (Fiandre)     | 4                 |
| Belgio (Vallonia)    | 4                 |
| Bulgaria             | 2                 |
| Canada               | 1                 |
| Danimarca            | 1                 |
| Finlandia            | 1                 |
| Francia              | 3                 |
| Germania             | 2                 |
| Irlanda              | 1                 |
| Italia               | 2                 |
| Kazakistan           | 56                |
| Lussemburgo          | 1                 |
| Norvegia             | 1                 |
| Nuova Zelanda        | 1                 |
| Paesi Bassi          | 2                 |
| Polonia              | 1                 |
| Regno Unito          | 2                 |
| Repubblica Ceca      | 2                 |
| Russia               | 1                 |
| Spagna               | 3                 |
| Stati Uniti          | 1                 |
| Svezia               | 1                 |
| Svizzera             | 1                 |
| Ucraina              | 3                 |
| Ungheria             | 1                 |

### Classifiche di fine anno
| Classifica (2011) | Posizione |
| ----------------- | --------- |
| Australia         | 3         |
| Austria           | 22        |
| Belgio (Fiandre)  | 21        |
| Belgio (Vallonia) | 47        |
| Canada            | 5         |
| Danimarca         | 1         |
| Francia           | 33        |
| Germania          | 8         |
| Grecia            | 45        |
| Irlanda           | 7         |
| Italia            | 9         |
| Nuova Zelanda     | 2         |
| Paesi Bassi       | 6         |
| Polonia           | 39        |
| Regno Unito       | 2         |
| Spagna            | 21        |
| Stati Uniti       | 9         |
| Svezia            | 9         |
| Svizzera          | 17        |
| Ungheria          | 13        |
| Classifica (2012) | Posizione |
| Australia         | 93        |
| Canada            | 17        |
| Francia           | 76        |
| Polonia           | 14        |
| Regno Unito       | 58        |
| Spagna            | 33        |
| Stati Uniti       | 36        |
| Svezia            | 71        |
| Ungheria          | 18        |

### Classifiche di fine decennio
| Classifica (2010-19) | Posizione |
| -------------------- | --------- |
| Stati Uniti          | 20        |

### Classifiche di tutti i tempi
| Classifica (1958-2021) | Posizione |
| ---------------------- | --------- |
| Stati Uniti            | 84        |

## Pubblicazione
| Paese                 | Data di pubblicazione | Formato           |
| --------------------- | --------------------- | ----------------- |
| Canada                | 21 giugno 2011        | Download digitale |
| Stati Uniti d'America | 21 giugno 2011        | Download digitale |
| Australia             | 22 giugno 2011        | Download digitale |
| Danimarca             | 22 giugno 2011        | Download digitale |
| Francia               | 22 giugno 2011        | Download digitale |
| Nuova Zelanda         | 22 giugno 2011        | Download digitale |
| Paesi Bassi           | 22 giugno 2011        | Download digitale |
| Svezia                | 22 giugno 2011        | Download digitale |
| Regno Unito           | 12 agosto 2011        | Download digitale |
| Germania              | 26 agosto 2011        | CD                |
| Australia             | 27 giugno 2011        | Radio             |

## Cover
Il cast della serie televisiva statunitense Glee ha realizzato una cover della canzone unita a Jumpin' Jack Flash dei Rolling Stones, che ha raggiunto la posizione 62 della classifica statunitense.
Il brano è stato inoltre reinterpretato da Meyal Cohen insieme a Jordan Rudess e pubblicato come singolo il 6 aprile 2012.